# Kubec Glasmon
Kubec Glasmon (gebürtig Jacob Glassman; geb. 12. August 1897 in Raciąż, Powiat Płoński, Weichselland; gest. 13. März 1938 in Los Angeles, Kalifornien) war ein US-amerikanischer Drehbuchautor.

## Leben
Der gebürtige Jacob Glassman war zunächst als Apotheker in Chicago tätig, wo er am 11. November 1932 eingebürgert wurde. Ab Beginn der 1930er Jahre verfasste er als Drehbuchautor in der Filmwirtschaft Hollywoods die Vorlagen für rund 20 Filme. Gleich mit seinem Debüt Der öffentliche Feind (1931) war er bei der Oscarverleihung 1931 mit John Bright für den Oscar in der Kategorie beste Originalgeschichte nominiert. Weitere bekannte Filme nach seinen Vorlagen waren Leichtes Geld (1931), Der Schrei der Menge (1932), Taxi! (1932) sowie Show Them No Mercy! (1936), wobei er mit Filmregisseuren wie William A. Wellman, Alfred E. Green, Roy Del Ruth und George Marshall zusammenarbeitete. Er war mit der Filmschauspielerin Joan Blair, geb. Lilian Wilck (1903–1997), verheiratet.

## Filmografie (Auswahl)
Vorlage
- 1931: Der öffentliche Feind (Public Enemy)

Drehbuch
- 1931: Leichtes Geld (Smart Money)
- 1932: Gentleman für einen Tag (Union Depot)
- 1932: Der Schrei der Menge (The Crowd Roars)
- 1935: Der Polizeibericht meldet … (Woman Wanted)
- 1935: Zeig’ kein Erbarmen! (Show Them No Mercy!)
- 1935: Männer ohne Namen (Men without Names)
- 1935: Der gläserne Schlüssel (The Glass Key)
- 1942: Calling Dr. Gillespie